# Чернышов, Степан Ильич
Степан Ильич Чернышов (1926—2004) — советский работник железнодорожного транспорта, составитель поездов станции Лихая, Герой Социалистического Труда.

## Биография
Родился 23 марта 1926 года в селе Новоселовка (ныне — Чертковского района Ростовской области).
В 1941 году закончил 7 классов общеобразовательной школы и был направлен на обучение на курсы трактористов. После окончания курсов работал трактористом МТС.
Участник Великой Отечественной войны. В январе 1944 года был распределен в Новороссийский учебный полк, затем зачислен в 203-й стрелковый полк Первого Украинского фронта. Участвовал в боевых действиях на территории Польши, Чехословакии, Германии, освобождал Варшаву и Прагу. Окончание войны застало его в Дрездене, где он был тяжело ранен. Выйдя из госпиталя после длительного лечения — до 1950 года продолжал службу в армии.
После демобилизации вернулся на родину и пришел работать на железнодорожную станцию Лихая сначала сцепщиком вагонов, затем составителем поездов. На станции С. И. Чернышов проработал 38 лет.
Был делегатом XVI съезда профсоюзов СССР (1977).
Умер в 2004 году.

## Награды
- Указом Президиума Верховного Совета СССР в 1971 году составителю поездов станции Лихая Степану Ильичу Чернышову было присвоено звание Героя Социалистического Труда с вручением ордена Ленина и золотой медали «Серп и Молот».
- Награждён орденом Ленина (1971), орденом Дружбы народов (1981), орденом Отечественной войны 1-й степени (1985), многими медалями и знаком «Почётному железнодорожнику» (1971).